# Axel Michon
 Axel Michon  (nacido el 16 de diciembre de 1990) es un tenista profesional francés, nacido en la ciudad de París.

## Carrera
Su mejor ranking individual es el N.º 177 alcanzado el 14 de julio de 2014, mientras que en dobles logró la posición 379 el 10 de agosto de 2015.
No ha logrado hasta el momento títulos de la categoría ATP ni de la ATP Challenger Tour, aunque sí ha obtenido varios títulos Futures tanto en individuales como en dobles.